# 뮤즈 왓슨
뮤즈 왓슨(Muse Watson, 1948년 7월 20일 ~ )은 미국의 배우이다.

## 출연 작품
- 밸리 오브 본즈 (2017)
- 서버번 고딕 (2014)
- 오브 사일런스 (2014)
- 비트윈 더 샌드 앤 더 스카이 (2014)
- 악령의 땅 (2013)
- 라스트 엑소시즘: 잠들지 않는 영혼 (2013)
- 미팅 이블 (2012)
- 더 램프 (2011)
- 디어 셰인 (2011)
- 더 데드 원스 (2011)
- 더 스팀룸 (2010)
- 크리스마스 스노우 (2010)
- 스텔리나 블루 (2009)
- 화이트 라이트닌 (2009)
- 스몰 타운 새터데이 나잇 (2009)
- 캅 하우스 (2009)
- 타이머 (2009)
- 제인 도: 더 하더 데이 폴 (2006)
- 엔드 오브 스피어 (2005)
- 아이오와 (2005)
- 다운 인 더 밸리 (2005)
- 데드 버드 (2004)
- 프랑켄피쉬 (2004)
- 멕시코인이 사라진 날 (2004)
- 크리스마스 차일드 (2003)
- 파이브 건스 (2001)
- 송캐처 (1999)
- 레이즈 (1999)
- 오스틴 파워 (1999)
- 황혼에서 새벽까지 2 (1999)
- 깨기 전에 죽는다면 (1998)
- 샤드라크 (1998)
- 시녀 이야기 (1990)
- 써머스비 (1993)
- 어쌔신 (1995)
- 사랑 게임 (1995)
- 오거스트 킹 (1995)
- 로즈우드 (1997, Rosewood)
- 레드 액트 (1997, Acts of Betrayal)
- 로리타 (1997)
- 나는 네가 지난 여름에 한 일을 알고 있다 (1997)
- 나는 아직도 네가 지난 여름에 한 일을 알고 있다 (1998)

### 텔레비전
- 시티 레인져 (1999)
- 프리즌 브레이크 (2005-08)
- NCIS (2006-17)